# Худжандский государственный университет

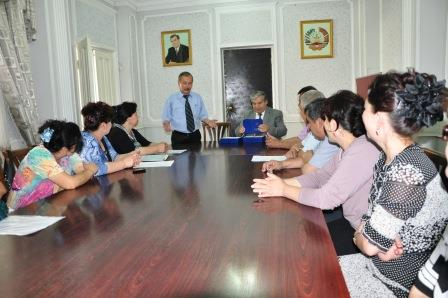
Заседание Ученого совета

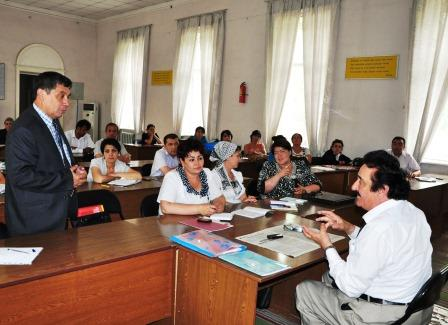
На лекции

Худжандский государственный университет имени академика Бободжана Гафурова (тадж. Донишгоҳи давлатии Хуҷанд ба номи академик Бобоҷон Ғафуров) — один из крупнейших университетов Таджикистана и Средней Азии, второй по количеству учащихся университет Таджикистана (после Таджикского национального университета в Душанбе), учреждённый в 1932 году. Расположен в городе Худжанд, который является вторым городом Таджикистана по численности населения, а также неофициальной «северной столицей».
Университет был основан на базе курсов по подготовке учителей для средних школ. В советское время университет назывался Высшим педагогическим институтом, затем переименован в Ленинабадский государственный педагогический институт им. С. Кирова. В год образования институт имел только два отделения: химико-биологическое и физико-математическое, на которых обучалось 26 студентов. Штат преподавателей составлял всего 9 человек. После распада СССР институт был переименован в Худжандский государственный университет. Сегодня университет носит имя академика Б. Гафурова.

## Статистика
В состав Худжандского государственного университета входят 15 факультетов и 76 кафедр. В университете обучается более 10 тысяч студентов. Преподают в институте 776 преподавателей, из которых 36 человек являются докторами наук и профессорами, 207 человек — кандидатами наук и доцентами, 239 старших преподавателей. Худжандский государственный университет готовит кадры по 37 специальностям на дневном и по 22 специальностям на заочном отделениях.
14 марта 2016 года в Хуррам-шахре началась стройка нового кампуса ХГУ, по планам стройка закончится в 2021 году. Новое здание состоит из 13 этажей.

## Факультеты и кафедры
- Математический факультет
  - Кафедра математического анализа
  - Кафедра алгебры и геометрии
  - Кафедра практической математики
  - Кафедра информатики
- Физико-технический факультет
  - Кафедра общей физики
  - Кафедра теории физики и методики обучения физике
  - Кафедра техники компьютера
  - Кафедра общих технических наук
  - Кафедра технологии и методики обучения
- Художественно-графический факультет
  - Кафедра живописи
  - Кафедра художественной геометрии и наккашства
  - Кафедра изобразительного и практического искусства
- Химико-биологический факультет
  - Кафедра химии
  - Кафедра биологии
- Факультет русской филологии
- Факультет таджикского филологии
  - Кафедра классической таджикской литературы
  - Кафедра современной таджикской литературы и языка
  - Кафедра журналистики и теории перевода
  - Кафедра методики обучения таджикского языка и литературы
- Факультет узбекской филологии
- Факультет восточных языков
  - Кафедра арабской филологии
  - Кафедра грамматики арабского языка
  - Кафедра персидского языка
  - Кафедра таджикского языка и литературы
  - Кафедра английского языка
- Факультет иностранных языков
  - Кафедра английской и немецкой филологии
  - Кафедра изучения английского языка
  - Кафедра изучения немецкого языка
  - Кафедра изучения английского и арабского языков
  - Кафедра изучения английского и таджикского языков
  - Кафедра педагогики и изучения английского и немецкого языков
  - Кафедра перевода английского и немецкого языков
  - Кафедра переводчиков
  - Кафедра перевода английского и таджикского языков
- Педагогический факультет
- Факультет истории и права
  - Кафедра истории таджикского народа
  - Кафедра общей истории
  - Кафедра археологии и этнографии
  - Кафедра наук государственного права
- Факультет финансов и рыночной экономики
  - Кафедра секторной экономики и рынка
  - Кафедра мировой экономики
  - Кафедра бухгалтерии и аудита
  - Кафедра менеджмента и предпринимательства
  - Кафедра финансов и аналитики
- Факультет искусства
- Факультет геоэкологии
  - Кафедра физической географии
  - Кафедра демографии и экономической географии
  - Кафедра экологии окружающей среды
  - Кафедра геоэкологии и методики обучения
- Факультет физического воспитания
- Факультет телекоммуникации и информационных технологий

## Известные профессора университета

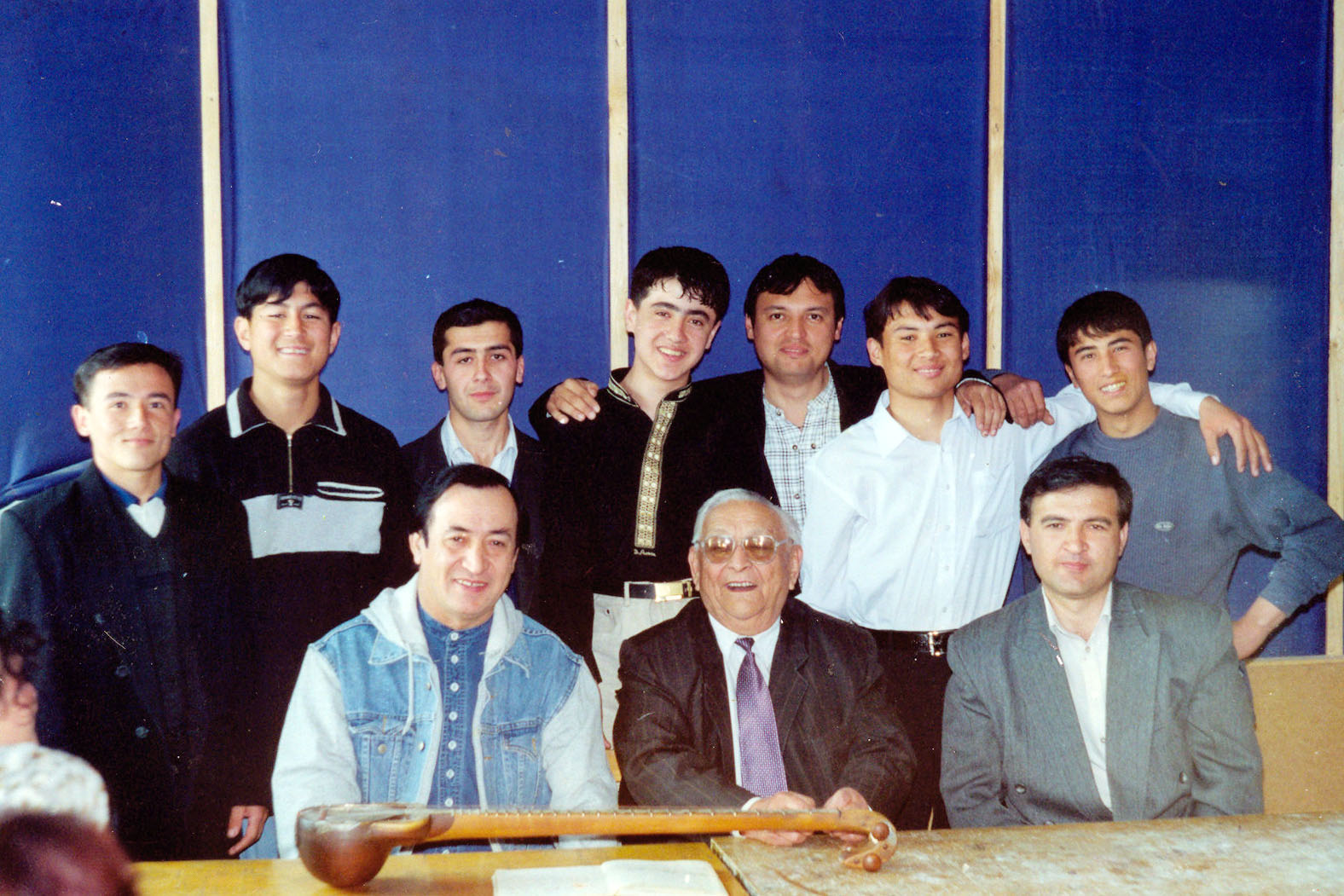
профессора Джурабек Муродов (слева) и Боймахмад Ниязов (в қентре) в кругу студентов ХГУ. г Ходжент

доктора наук — Ю. С. Насыров Х. Х. Холджураев, Абдуманонов А., Файзуллоев Н., Хасанов А., Ходжаева М., Шокиров Т., Гаффарова З., Гаффарова У., Насриддинов Ф., Ваххобов Т., Самадова Р., известные музыкальные педагоги, профессора Б. Ниёзов, Д. Муродов (на факультете искусства) и др.

## Система обучения в ХГУ
Старейший университет северного Таджикистана перешел на кредитную систему обучения. Студенты по завершении учёбы получают степень бакалавра и магистра.